# Anaplecta javanica
Anaplecta javanica är en kackerlacksart som beskrevs av Henri Saussure 1895. Anaplecta javanica ingår i släktet Anaplecta och familjen småkackerlackor. Inga underarter finns listade i Catalogue of Life.